# 죄책감 문화, 수치심 문화, 공포 문화
문화인류학은 죄책감 사회(혹은 죄책감 문화), 수치심 사회(혹은 수치심 문화), 공포 사회(혹은 공포 문화)를 각각의 범주로 분류하고 있다. 이들의 차이점은 정부 법률, 비즈니스 규칙 또는 사회 예절에 따라 행동이 관리되는 방식에서 드러난다. 특히 이 분류법은 인류학자 루스 베네딕트(Ruth Benedict)가 아폴로니안 사회(apollonian society)라고 불렀던 것에 적용되었다. 아폴로니안 사회는 개인 특히 어린이를 통제하는데 사용하는 정서(emotion)에 따라 사람을 구분하고, 사회 질서를 유지하며, 사람들을 규범 준수와 복종으로 몰아간다.
- 죄책감 사회에서는 비난받는 특정 행동에 대해 죄책감 (그리고 현재 또는 내세에서 처벌에 대한 기대)의 형성과 지속적인 강화로써 통제가 유지된다. 죄책감의 세계관은 법과 처벌에 초점을 맞추며, 이런 문화권에 있는 사람은 "내 행동이 공정한가, 불공정한가?"라고 묻게 된다. 이러한 유형의 문화는 개인의 양심을 강조한다.[3]

- 수치심 사회 혹은 명예-수치심 문화(honor-shame culture)의 통제 수단은 수치심의 주입과 그에 대한 상호보완 수단으로서의 배척의 위협이다. 수치심과 명예의 세계관은 "명예의 균형"을 추구하며 이는 복수의 역학으로 이어질 수 있다. 이런 문화에 속한 사람은 "내가 X를 하면 부끄러워 보이는가?" 혹은 "내가 Y를 하면 사람들이 나를 어떻게 볼 것인가?" 라고 묻게 된다. 일반적으로 수치심 문화는 자부심과 명예의 개념을 기반으로 한다.[4] 때로는 행동이 가장 중요하다.

- 공포사회의 통제는 보복에 대한 두려움으로 유지된다. 공포의 세계관은 육체적 지배에 초점을 맞추고 있으며 이 문화에 속한 사람은 "내가 이렇게 하면 누군가가 나에게 해를 입히는가?"라고 물을 수 있다.

이런 용어들은 《국화와 칼》의 저자 루스 베네딕트에 의해 대중화되었는데 그는 미국 문화를 "죄책감 문화"라고, 일본 문화를 "수치 문화"라고 묘사했다.

## 죄책감 사회
죄책감 사회에서 주로 사용되는 사회 통제는 개인이 바람직하지 않다고 믿는 행동에 대해 죄책감을 심어주는 방법이다. 여기서 두드러진 특징은 (사실 전후를 막론하고) 특정 행동에 대해 허가된 면제를 제공한다는 것이다. 하지만 이런 경우 권위 있는 인물이 죄책감의 형성과 용서를 조작할 수 있기에 권력, 돈 또는 기타 이익을 얻을 수 있는 기회가 생긴다.
폴 히버트는 죄책감 사회에 대해 다음과 같이 설명한다.
죄책감은 우리 내면의 절대적인 도덕 기준을 위반할 때, 양심을 위반할 때 발생하는 감정이다. 개인은 다른 사람이 알지 못하더라도 자신의 잘못으로 인해 죄책감으로 고통받을 수 있다. 이런 죄책감은 잘못을 고백하고 배상함으로써 완화된다. 진정한 죄책감 문화는 수치심 문화와 달리 외부 제재에 의존하지 않으며 죄에 대한 내면화된 확신을 의존하고 그것을 선한 행동의 집행자로 취급한다. 죄책감 문화는 처벌과 용서의 강조를 통해 도덕적 질서를 회복하며 수치심 문화는 극기와 겸손의 강조를 통해 사회 질서를 회복시킨다. (히버트 1985, 213)

## 수치심 문화

### 중국
유교적 가르침으로 인해 중국에서는 수치심(번체. 恥 [var./간체 耻])의 개념이 널리 받아들인다. 논어 2장에서 공자는 이렇게 말했다.
“백성을 인도하기를 법규로써 하고, 형벌로써 질서를 잡으면 백성들은 형벌을 면하려고만 하고 수치심이 없다. 백성을 인도하기를 덕으로써 하고 질서 잡는 것을 예로써 하면 백성들은 부끄러워하고 스스로를 바르게 할 것이다.”

### 로마족
로마족은 기독교 다수 국가에서 소수민족으로 살고 있는데 그들에게 라자브 ("부끄러움")라는 개념은 중요하지만, 베작스 ("죄")라는 개념은 그다지 중요하지 않다.

## 같이 보기
- 아랍의 마음
- 피 묻은 돈
- 가톨릭 죄책감
- 명예의 문화 (미국 남부)
- 결투
- 감정적 협박
- 에르기
- 얼굴(사회학적 개념)
- 불화
- 명예살인
- 오만 (법률)
- 이자트 (명예)
- 라자
- 나무스
- 니쓰
- 명예(수치) 사회 및 혈투와 관련된 복수 역학.
- 셉푸쿠

## 참고
- Benedict, Ruth (1946). 《The Chrysanthemum and the Sword》.
- Hiebert, Paul G. (1985). 《Anthropological Insights for Missionaries》. Grand Rapids: Baker Book House.
- Shannon, Christopher (1995). “A World Made Safe for Differences: Ruth Benedict's The Chrysanthemum and the Sword”. 《American Quarterly》 47 (4): 659–680. doi:10.2307/2713370. JSTOR 2713370.